# يوديد الزئبق الثنائي
 يوديد الزئبق الثنائي  مركب كيميائي سام جداً له الصيغة HgI2، ويكون على شكل بلورات حمراء قرمزية.

## الخواص
- لا ينحل يوديد الزئبق عملياً في الماء، فقط 60 مغ/ل عند الدرجة 25°س، لكنه ينحل في كل من الكحول الساخن والإيثر الإيثيلي.
- بتسخين المركب فوق 126°س يتغير لون المركب من اللون الأحمر إلى اللون الأصفر، وذلك نتيجة حدوث تغير في البنية البلورية، حيث تتحول البلورات من النمط ألفا إلى النمط بيتا. بتبريد العينة يستعيد المركب لونه الأصلي، لذا يعد يوديد الزئبق الثنائي مركبا مثاليا لتمثيل عملية التلون الحراري.[3]

## التحضير
يحضر يوديد الزئبق الثنائي من التفاعل المباشر للعناصر المكونة، أي كل من اليود والزئبق. بإجراء العملية على البارد وعند درجة حرارة الغرفة نحصل على الشكل الأحمر من يوديد الزئبق، في حين أن إجراء التفاعل في الطور الغازي يعطينا الشكل الأصفر (النمط بيتا).
Hg + I2 → HgI2
كما يمكن أن يحضر المركب من تفاعل يوديد البوتاسيوم مع أملاح الزئبق الثنائي مثل كلوريد الزئبق الثنائي:
HgCl2 + 2KI → HgI2 + 2KCl

## الاستخدامات
- يستخدم يوديد الزئبق الثنائي في الكيمياء التحليلية في تحضير كاشف نيسلر من أجل الكشف عن الأمونياك.
- كان يستعمل سابقاً كخضاب أحمر، إلا أنه نظرا لسميته فقد أهميته في هذا المجال.